# Наливайко Олена Олександрівна
Олена Олександрівна Наливайко (4 квітня 1932 — ?) — українська радянська діячка, новатор виробництва, розмітниця механоскладального цеху Київського машинобудівного заводу «Більшовик». Депутат Верховної Ради УРСР 6—7-го скликань.

## Біографія
Батьки рано померли. Закінчила семирічну школу.
З травня 1949 року — учениця розмітниці, розмітниця, бригадир розмітників механоскладального цеху Київського машинобудівного заводу «Більшовик». Ударниця комуністичної праці.
Без відриву від виробництва закінчила середню школу робітничої молоді.
Член КПРС з 1968 року.
Потім — на пенсії у місті Києві.

## Нагороди
- ордени
- медаль «За доблесну працю. На ознаменування 100-річчя з дня народження Володимира Ілліча Леніна» (1970)
- медалі